# Die Fuchsbande
Die Fuchsbande ist eine deutsche Hörspielserie, die seit 2017 bei Sony Musics Label EUROPA erscheint. Die Serie ist für Kinder ab drei Jahren empfohlen.

## Inhalt
Die Serie handelt von dem 6 Jahre alten Niklas, der 5 Jahre alten Nele, dem 4 Jahre alten Till und der zahmen Füchsin Fritzi, die als Detektivteam kindgerechte Fälle lösen. Niklas ist der Größte der Gruppe und fungiert als Anführer. Nele hat ein Talent zum Malen und kann schon schreiben. Sie führt das Fuchsbuch, in dem alle Fälle festgehalten werden. Till hat eine besonders gute Beobachtungsgabe und die Füchsin Fritzi steht hilfsbereit und als Tippgeberin zur Seite.

## Folgen
Von der Serie Die Fuchsbande sind bislang 34 CDs erschienen. Jede Folge enthält 2 Fälle mit je ca. 30 Minuten Spiellänge.
- Die Fuchsbande 1: Fall 1 „Der Skandal im Hof“ und Fall 2 „Die Spur des Riesen“
- Die Fuchsbande 2: Fall 3 „Der verschwundene Apfel“ und Fall 4 „Der dicke Schmutz“
- Die Fuchsbande 3: Fall 5 „Das geheimnisvolle Geschenk“ und Fall 6 „Das gerupfte Bäumchen“
- Die Fuchsbande 4: Fall 7 „Die leeren Nikolaustiefel“ und Fall 8 „Der verschmückte Weihnachtsbaum“
- Die Fuchsbande 5: Fall 9 „Die kurzen Blumen“ und Fall 10 „Der verrückte Roller“
- Die Fuchsbande 6: Fall 11 „Die seltsame Schatzkarte“ und Fall 12 „Das eintönige Mittagessen“
- Die Fuchsbande 7: Fall 13 „Die gerissene Seite“ und Fall 14 „Der Melonenschwund“
- Die Fuchsbande 8: Fall 15 „Die verlassene Hundehütte“ und Fall 16 „Die halbe Flöte“
- Die Fuchsbande 9: Fall 17 „Die Sockenklaumaschine“ und Fall 18 „Die neuen Haare“
- Die Fuchsbande 10: Fall 19 „Das Loch in der Tür“ und Fall 20 „Der verfuchste Hase“
- Die Fuchsbande 11: Fall 21 „Der zerzauste Sessel“ und Fall 22 „Die verwehten Kissen“
- Die Fuchsbande 12: Fall 23 „Das räuberische Treffen“ und Fall 24 „Das verirrte Buch“
- Die Fuchsbande 13: Fall 25 „Der geschmolzene Schlüssel“ und Fall 26 „Das glitzernde Brot“
- Die Fuchsbande 14: Fall 27 „Der sportliche Fisch“ und Fall 28 „Die krautige Vertopfung“
- Die Fuchsbande 15: Fall 29 „Der unsichtbare Pferdekopf“ und Fall 30 „Der kratzige Kratzer“
- Die Fuchsbande 16: Fall 31 „Die geknickten Bilder“ und Fall 32 „Das rätselhafte Verschwinden“
- Die Fuchsbande 17: Fall 33 „Der bebrillte Schwan“ und Fall 34 „Der giftgrüne Matsch“
- Die Fuchsbande 18: Fall 35 „Die sportliche Medaille“ und Fall 36 „Das angeschlossene Schloss“
- Die Fuchsbande 19: Fall 37 „Die unvollständige Puppe“ und Fall 38 „Die froschigen Streifen“
- Die Fuchsbande 20: Fall 39 „Die offenen Türen“ und Fall 40 „Der blättrige Besen“
- Die Fuchsbande 21: Fall 41 „Die Walnuss-Nachricht“ und Fall 42 „Der doppelte Hund“
- Die Fuchsbande 22: Fall 43 „Das unheimliche Geräusch“ und Fall 44 „Die große Kleckerei“
- Die Fuchsbande 23: Fall 45 „Die Pommesblume“ und Fall 46 „Die hüpfende Füchsin“
- Die Fuchsbande 24: Fall 47 „Das gekaufte Geld“ und Fall 48 „Die kaputte Kamera“
- Die Fuchsbande 25: Fall 49 „Der gestörte Schlaf“ und Fall 50 „Das vergessene Versteck“
- Die Fuchsbande 26: Fall 51 „Das endlose Handtuch“ und Fall 52 „Der leuchtende Baum“
- Die Fuchsbande 27: Fall 53 „Die gefressenen Würstchen“ und Fall 54 „Die matschige Krone“
- Die Fuchsbande 28: Fall 55 „Die beerige Erdtorte“ und Fall 56 „Der entmützte Detektiv“
- Die Fuchsbande 29: Fall 57 „Die abgehauenen Tücher“ und Fall 58 „Die frechen Perlendiebe“
- Die Fuchsbande 30: Fall 59 „Die stinkige Tonne“ und Fall 60 „Das unbekannte Ticket“
- Die Fuchsbande 31: Fall 61 „Die abgebrochene Scheibe“ und Fall 62 „Der freundliche Vogel“
- Die Fuchsbande 32: Fall 63 „Das wilde Wort“ und Fall 64 „Der Hausi-Geburtstag“
- Die Fuchsbande 33: Fall 65 „Die turbulente Reise“ und Fall 66 „Die verschmierte Post“
- Die Fuchsbande 34: Fall 67 „Die lange Leiter“ und Fall 68 „Der hohle Teig“
- Die Fuchsbande 35: Fall 69 „Die vertrödelte Kiste“ und Fall 70 „Das murmelnde Haus“
- Die Fuchsbande 36: Fall 71 „Die verschlossenen Adventslieder“ und Fall 72 „Die stibitzten Skistöcke“
- Die Fuchsbande 37: Fall 73 „Die Löcher im Käse“ und Fall 74 „Die verschwatzte Frau Bär“
- Die Fuchsbande 38: Fall 75 „Die fliegenden Tropfen“ und Fall 76 „Der langsame Dieb“
- Die Fuchsbande 39: Fall 77 „Die verschleppte Schleppe“ und Fall 78 „Der gefiederte Vergessling“
- Die Fuchsbande 40: Fall 79 „Die herzigen Birnen“ und Fall 80 „Der trockene Napf“

## Veröffentlichung
Neben der Veröffentlichung der bisherigen Folgen auf CD mit jeweils 2 Fällen, erscheinen die Hörspiele zeitgleich unter anderem auf Streaming-Plattformen wie Apple Music, Amazon Music Unlimited, Deezer und Spotify.
Darüber hinaus wurden 4 CD-Boxen unter dem Titel „Die Fuchsbande 3er Detektiv-Box“ veröffentlicht die folgende Fälle umfassen:
- Die Fuchsbande 3er Detektiv Box 1 = Fall 1–6 (Folge 1–3)
- Die Fuchsbande 3er Detektiv Box 2 = Fall 7–12 (Folge 4–6)
- Die Fuchsbande 3er Detektiv Box 3 = Fall 13–18 (Folge 7–9)
- Die Fuchsbande 3er Detektiv Box 4 = Fall 31–36 (Folge 16–18)